# Caio Júlio Civil

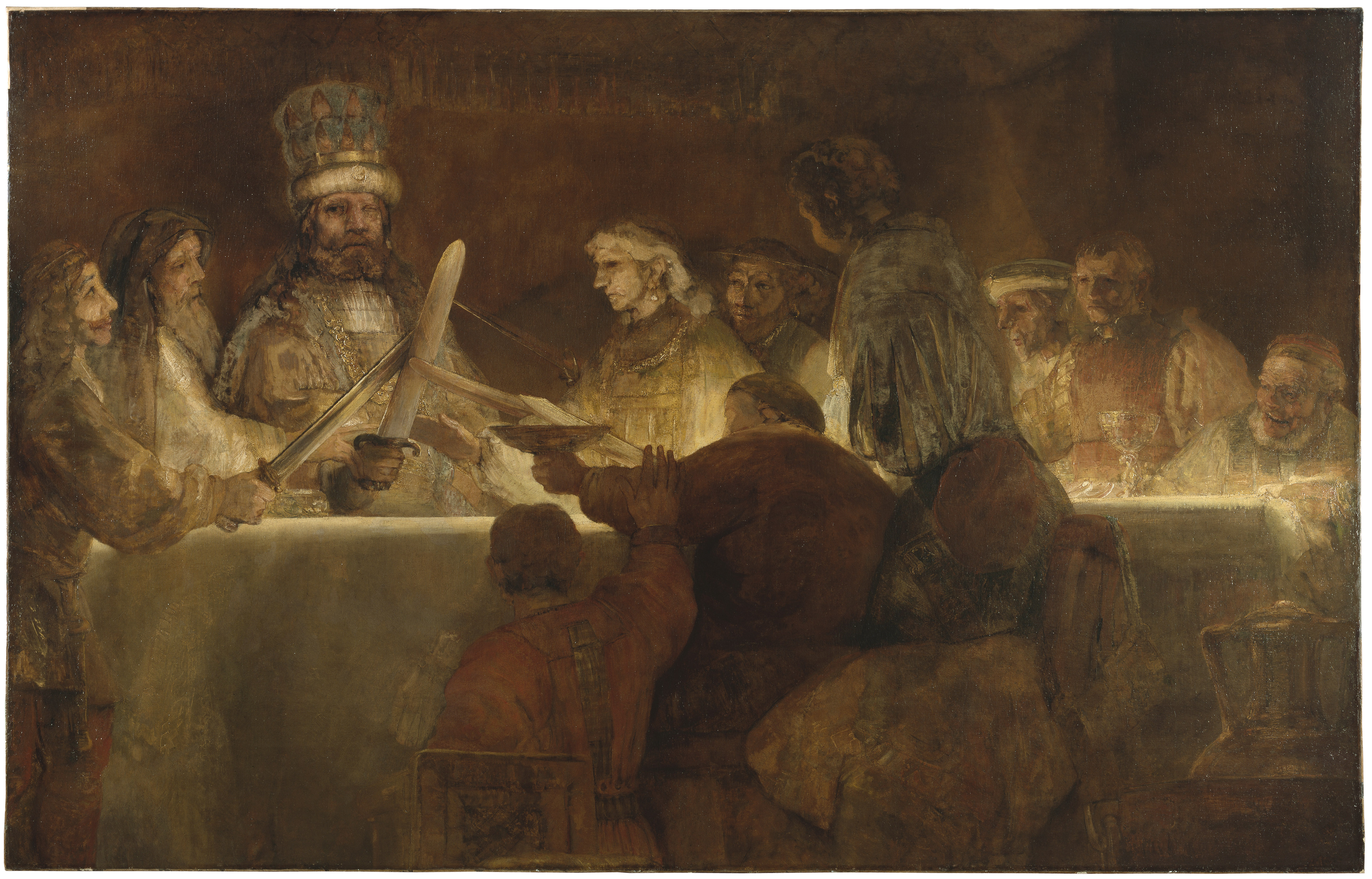
A Conspiração de Júlio Civil, (Rembrandt, 1661). Amostra um juramento batávio a Caio Júlio Civil, cabecilha da rebelião batávia contra Roma em 69

Caio Júlio Civil (em latim Gaius Iulius Civilis), mais conhecido como Júlio Civil, foi o líder dos batavos na sua revolta contra Roma de 69 ou 70 Foi encarcerado duas vezes por rebelião, e escapou por pouco de ser executado. Durante os distúrbios que se seguiram à morte de Nero, levantou-se em armas sob o pretexto de apoiar Vespasiano, induzindo os habitantes do seu país natal a rebelar-se.
Os rebeldes expulsaram as guarnições romanas do Reno e capturaram vinte e quatro barcos da Frota fluvial do Reno. Duas legiões no comando de Múmio Luperco foram rodeadas e derrotadas em Castra Vetera (perto da atual cidade de Xanten). Aos rebeldes uniram-se oito coortes de auxilia veteranos batavos, bem como parte das tropas enviadas por Vespasiano para aliviar o cerco de Castra Vetera.
O resultado destas adesões foi uma nova revolta na Gália. Ordeônio Flaco foi assassinado em 70 pelos seus próprios homens, e as forças romanas ao completo foram induzidas por dois comandantes auxiliares gauleses, Júlio Clássico e Júlio Tutor, à defecção de Roma e a unirem-se ao exército de Civil. Praticamente toda a Gália se declarou independente. A profetisa germana Veleda predisse o sucesso completo de Civil e a consequente queda do Império Romano. Mas nasceram disputas no seio das tribos que fizeram impossível qualquer colaboração futura. Vespasiano, após triunfar na guerra civil que seguiu à morte de Nero, exigiu a Júlio Civil que depusesse as armas, e frente da sua negativa iniciou uma série de medidas drásticas destinadas a acabar com a revolta.
A chegada de Quinto Petílio Cerial com um poderoso exército intimidou os gauleses e as tropas amotinadas, que se submeteram de novo a Roma. O próprio Civil foi derrotado em Augusta dos Tréveros (Tréveris) e Castra Vetera, e obrigado a retirar-se para a ilha dos batavos. Finalmente, chegou a um acordo com Cerial, pelo qual as suas compatriotas receberam certas vantagens sociais, e retomaram as relações de amizade com Roma. Nenhuma fonte menciona a Civil depois desta data.

## Fundo
Os batavos eram um povo de origem germânica, que abandonaram a nação dos catos, da qual formavam parte, e colonizado a ilha formada entre as bocas do Reno e do Mosa. A posição estratégica que ocupavam impulsionou os Romanos a buscar a sua amizade, e os mesmos batavos emprestaram um importante serviço a Roma nas guerras da Britânia e da Germânia durante o reinado dos anteriores imperadores. Como consequência disto, gozaram de certos benefícios sociais, e foram eximidos da obrigação de pagar tributo, mas em contraposição deveram subministrar um grande número de auxiliares ao exército, pois eram famosos pelas suas qualidades como nadadores. Quando Roma abandonou o propósito de conquistar a Germânia, as nações a oeste do Reno - especialmente aquelas de origem germânica -começaram a albergar um sentimento de independência. As guerras civis no Império Romano ofereceram uma oportunidade para o tentar, e tanto as opressões dos governadores provinciais quanto a carga avivaram a provocação, sendo incentivos para a revolta.

## Vida

### Vida temporã
Cláudio Civil e o seu irmão Júlio Paulo provinham da família real batávia, e conseguiram certos méritos que os elevavam no plano pessoal. Pelo seu nome, é provável que Civil ou algum dos seus antepassados varões fosse nomeado cidadão romano (e portanto, a sua tribo vassala de Roma) na época de Augusto (r. 27 a.C.-14 d.C.) ou de Calígula (r. 37–41). Sob um falso cargo de traição, o legado de Nero Fonteio Capitão, executou Júlio Paulo em 67 ou 68, e enviou a Civil encadeado para Roma. Ali foi escutado e absolto por Galba. Posteriormente, foi designado prefeito de uma coorte de auxiliares, mas caiu sob suspeita de novo sob o comando de Vitélio, quem exigia que fosse castigado.

### Apoio a Vespasiano
Conseguiu escapar do perigo, mas não esqueceu a afrenta. Pensou em Aníbal e Sertório, pois a semelhança de eles perdera um olho e, possuindo - segundo Tácito - um poder intelectual acima do comum entre os bárbaros, planejou a sua vingança contra Roma sob o pretexto de apoiar a causa de Vespasiano.
Para entender os acontecimentos ocorridos neste período nas Germânias e a Gália, é preciso lembrar que as legiões da Germânia consistiam nas próprias tropas de Vitélio, que se autoproclamou imperador, mantendo as suas pretensões até o último momento. Os legados, por outro lado, aliaram-se desde o começo com Vespasiano, sendo acusados não sem razão de conivência com os traidores na insurreição do Reno. Civil foi urgido por uma carta de Antônio Primo e uma petição pessoal de Ordeônio Flaco, a evitar que as legiões germanas marcharam para a Itália para apoiar Vitélio, sob a aparência de uma insurreição germânica, uma aparência que Civil resolveu tornar na realidade. Os seus desígnios viram-se favorecidos por um édito de Vitélio, que exigia levas dos batavos, e pela rudeza em que este édito foi obrigado a cumprir-se, pois os anciãos viram-se obrigados a pagar por ser eximidos dos seus serviços militares, e formosos jovens foram capturados para vis propósitos. Irritados pela crueldade destes fatos, e movidos por Civil e os seus confederados, os batavos recusaram formar as levas. Civil, de acordo com o antigo costume germânico, convocou um solene encontro noturno num arvoredo sagro, atraindo com facilidade os chefes batavos por um juramento à rebelião.
Foram enviados mensageiros para assegurar o apoio dos Caninefates, outra tribo germânica que vivia na mesma ilha, e outros para pedir a fidelidade das oito coortes batavos que serviram na Britânia, estacionadas em Mogoncíaco como parte do exército romano do Reno. A primeira desta missões foi completamente bem-sucedida: os Caninefates escolheram Brino como líder, quem, tendo sido assegurado o apoio dos Frisões - uma nação para além do Reno - atacou os quartéis de Inverno romanos, obrigando-os a retirarem-se. Ante isto, Civil, ainda dissimulando, acusou os prefeitos de deserção, pois abandonaram os seus acampamentos. A sua traição foi, porém, descoberta, pelo qual se uniu abertamente aos insurgentes. Já no comando das três tribos, enfrentou-se aos romanos à beira do Reno. Durante a batalha, uma coorte de Tungros desertou para o bando batavo, decidindo a batalha. Então, a frota romana, que baixava o rio para cooperar com as legiões, foi desviada à margem pelos remeiros, muitos dos quais eram batavos que se amotinaram contra os capitães e centuriões. Os rebeldes capturaram em total vinte e quatro naves.
Após a vitória, Civil enviou mensageiros às duas Germânias e às províncias galas, induzindo os seus habitantes a rebelarem-se e criar um novo reino independente. Ordeônio Flaco, governador da Germânia, que avivara secretamente os primeiros esforços de Civil, ordenou agora ao seu legado Múmio Luperco que marchara contra o inimigo. Quando Civil apresentou batalha, a ala batávia do exército de Luperco desertou imediatamente. O restante dos auxiliares fugiram, e os legionários viram-se forçados a retirarem-se para Vetera Castra, a grande cidade-acampamento que Augusto fundara na margem esquerda do Reno como quartel geral das operações contra Germânia. Aproximadamente por estas datas, algumas das coortes veteranas de batavos e Caninefates, que marchavam para a Itália por ordem de Vitélio, amotinaram-se ao chegarem os mensageiros de Civil. No seu retorno, derrotaram as forças de Herênio Galo que acampavam em Bona. Civil encontrava-se agora no comando de um exército completo mas, resistindo a se enfrentar diretamente ao poder romano, fez com que os seus seguidores jurassem fidelidade a Vespasiano, e mandou missivas às duas legiões refugiadas em Vetera Castra para que fizessem o próprio.
Airado frente da sua recusa, chamou às armas a nação completa dos batavos, a que acompanharam os Brúcteros e Téncteros e enviou mensageiros ao interior de Germânia para mobilizar as suas gentes. Os legados romanos Múmio Luperco e Numício Rufo, enquanto isso, reforçaram as fortificações de Vetera Castra. Civil marchou desde ambas as margens do Reno, baixando o mesmo rio com os barcos capturados aos romanos, e assediou a cidade, após um infrutuosa tentativa de capturá-la pelas armas. As operações de Ordeônio Flaco viram-se atrasadas pela sua própria debilidade, a sua ansiedade por servir a Vespasiano e a desconfiança dos seus homens. Finalmente, foi obrigado a ceder o comando a Dílio Vocula. Civil, entretanto, tendo reunido grandes forças procedentes de Germânia, procedeu a acossar as tribos galas a oeste do Mosa, atingindo mesmo a costa, para socavar a sua fidelidade a Roma. Os seus esforços dirigiam-se nomeadamente para os Tréveros e os Úbios. Os Úbios mostraram-se especialmente tenazes, sofrendo o castigo de Civil em consequência. Posteriormente, intensificou o sítio de Vetera Castra, tentando tomá-la de novo pelas armas. Fracassou de novo, e viu-se obrigado a tentar persuadir os soldados assediados.
Estes fatos tiveram lugar em finais de 69, antes da Segunda Batalha de Cremona, que decidiu a vitória de Vespasiano sobre Vitélio. Quando as novas desta batalha chegaram ao exército romano do Reno, Alpino Montano acudiu a Civil para pedir que depusesse as armas, pois o seu objetivo era cumprido. O único resultado desta missão foi que Civil sementou a discórdia na mente do emissário. Civil enviou então as suas coortes veteranas e a elite dos germanos a enfrentar Vócula, sob o comando de Júlio Máximo e Cláudio Víctor, o filho da sua irmã. Após capturarem na sua marcha os quartéis de uma ala auxiliar, caíram sobre as forças de Vócula em Asciburgo. O acampamento romano salvou-se graças a uma ajuda inesperada. Tácito culpa a Civil de não enviar uma força bem grande, e a Vócula de renunciar a aproveitar-se da vitória. Civil tentou então render as tropas de Vetera Castra, fingindo que derrotara Vócula, mas um dos romanos cativos após o confronto gritou revelando a verdade. Tácito acredita este fato afirmando que o réu foi apunhalado até a morte pelos Germanos nesse mesmo lugar. Pouco depois, Vócula marchou a aliviar o assédio de Vetera Castra, derrotando Civil, mas renunciando de novo a aproveitar a sua vitória, provavelmente devido às ordens. Civil obrigou posteriormente os romanos a se retirarem para Gelduba, após cortar as suas linhas de fornecimento, e dali para Novésio, enquanto retomava o assédio a Vetera Castra e conquistava Gelduba. Os romanos, paralisados por dissensões internas, sofreram uma nova derrota por parte de Civil, mas alguns de eles, no comando de Vócula, recuperaram Mogoncíaco.

### Rebelião aberta

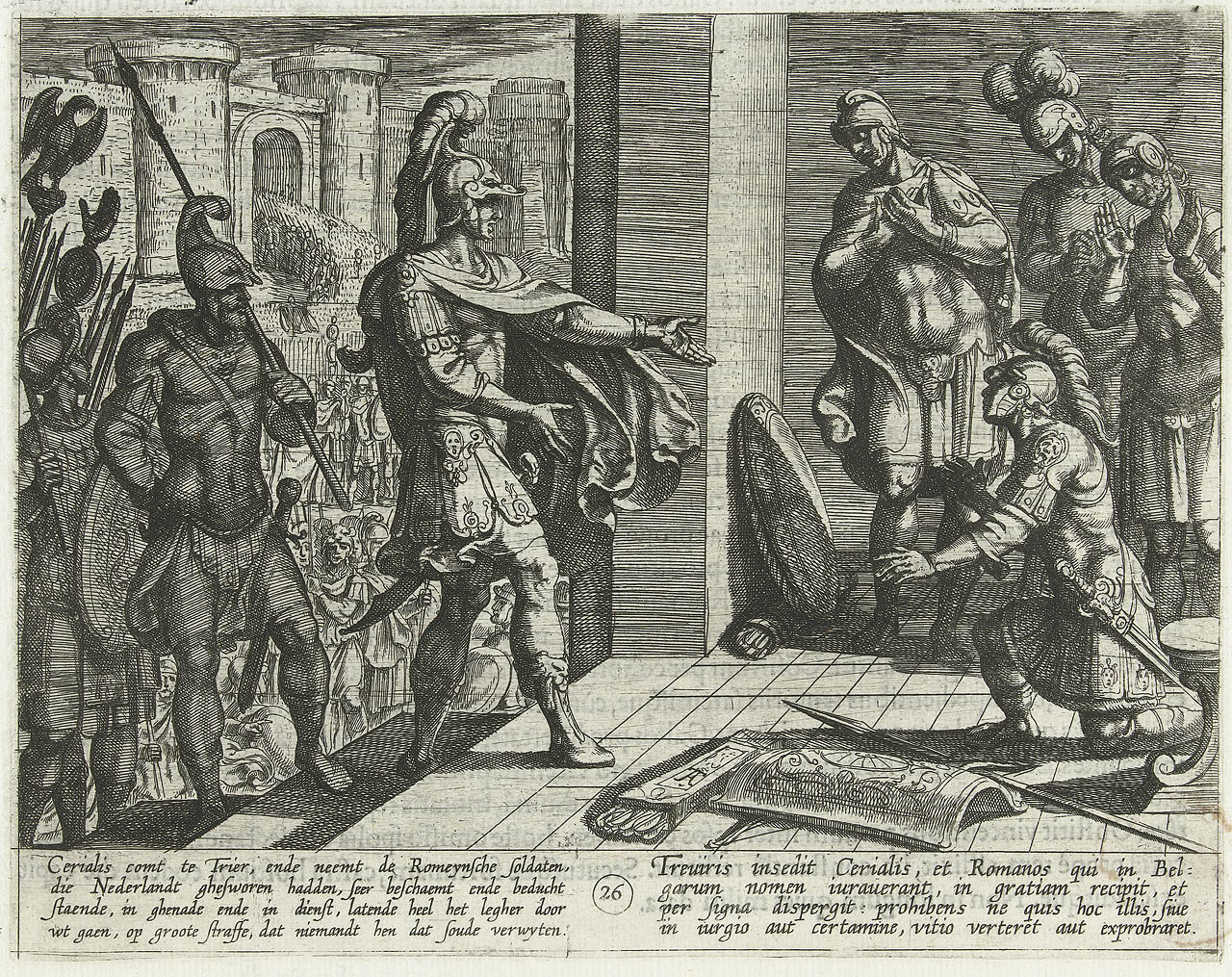
Cerial amostra clemência com os soldados que desertaram ao inimigo, 69-70. Gravura de Antonio Tempesta (1612). Amsterdam, Rijksmuseum

A princípios do seguinte ano (70) a guerra adotou um caráter mais dinâmico. As notícias da morte de Vitélio exasperaram os soldados romanos, animaram os rebeldes, e socavaram a fidelidade dos Gauleses, enquanto circulava o rumor de que os quartéis de Inverno das legiões de Mésia e Panônia foram assediados pelos Dácios e os Sármatas, mas nomeadamente o incêndio da monte Capitolino, que foi visto como um presságio da prematura queda do Império Romano.
Civil, incapaz de manter qualquer tipo de dissimulo após a morte de Vitélio, retomou a guerra com energias não divididas, e a ele uniram-se as forças de Vócula ao completo, induzidas por dois comandantes auxiliares gauleses: Júlio Clássico e Júlio Tutor. As legiões assediadas em Vetera Castra não puderam resistir por mais tempo e renderam-se a Civil, pronunciando um juramento em favor do "império dos gauleses". Mas, enquanto se afastavam, foram emboscadas e assassinadas pelos Germanos, provavelmente sem a conivência de Civil.
O líder germano, cumprido o seu juramento de inimizade a Roma, afeitou então a sua barba, que deixara crescer sem trava desde que começara o conflito. Nenhum dos batavos adotou o juramento para o império dos gauleses, pois pensavam que, uma vez derrotados os Romanos, seriam capazes de acabar com os seus aliados celtas. Civil e Clássico destruíram posteriormente todos os acampamentos de Inverno romanos, exceto os de Mogoncíaco e Vindonisa. Os germanos exigiram a destruição de Colônia Agripina, mas a gratitude de Civil - cujo filho mantivera-se seguro desde o começo da guerra - fez com que se desouvissem as suas demandas.
Vários estados vizinhos declararam a sua lealdade a Civil, quem se enfrentou ao seu velho inimigo Cláudio Labeão, no comando de uma força irregular composta por Betásios, Tungros e Nervos. O próprio Civil decidiu a vitória num ato de coragem, ganhando de imediato a aliança dos Tungros e o restante de tribos. Sua tentativa, porém, de unir toda a Gália à revolta, falhou: os Tréveros e os Língones foram os únicos povos que se uniram à rebelião.

### Derrota e rendição
Os informes destes eventos foram transmitidos a Roma, e com o tempo, Muciano enviou um imenso exército ao Reno, no comando de Quinto Petílio Cerial e Ânio Galo. Os insurgentes encontravam-se divididos internamente, e Civil enfrentava-se aos Belgas visando a destruir a Cláudio Labeão. Clássico gozava em silêncio o seu novo império, enquanto Tutor desatendia o vital trabalho que tinha assinado, de guardar o Reno superior e os passos dos Alpes. Cerial teve portanto poucos problemas para derrotar os Tréveros e recuperar a sua capital. Enquanto descansava ali, recebeu uma carta de Civil e de Clássico, informando de que Vespasiano morrera, e oferecendo-lhe o império dos gauleses. Civil desejava aguardar a receber reforços de para além do Reno, mas prevaleceu a opinião de Clássico e Tutor, e foi travada uma batalha sobre o Mosela. Nela os romanos, embora a princípio estivessem perto da derrota, conseguiram uma vitória completa, destruindo o acampamento inimigo no processo. Colônia optou então pela defecção aos romanos, mas Civil e Clássico resistiram valentemente até o final. Os Caninefates destruíram a maior parte da frota fluvial romana, e derrotaram um corpo dos Nervos, quem, após submeterem-se a Fábio Prisco - o legado romano - decidiram atacar os seus antigos aliados. Após reforçar o seu exército com tropas germânicas, Civil acampou em Vetera Castra, para onde se dirigiu Cerial no comando de novas forças. A batalha livrou-se pronto, e Cerial conseguiu a vitória graças à traição de um batavo, mas como os romanos não dispunham de frota, os germanos escaparam através do Reno. Ali Civil recebeu reforços dos Caúcos e, após um último esforço junto a Verax, Clássico e Tutor, de defender a ilha dos batavos, foi de novo derrotado e obrigado a retirar-se através do Reno.
Cerial então enviou emissários para exigir privadamente a paz aos batavos, oferecendo o perdão a Civil. Este não teve outra alternativa que se render após parlamentar com o romano numa ponte sobre o Waal. O relato de Tácito acaba abruptamente após o começo da entrevista.